# Lebensborn
Lebensborn je bil program, ki so ga na pobudo SS ustavnovili nacisti, da bi dvignili število rojstev otrok arijske rase. Spodbujal je rojstva izvenzakonskih otrok, ki so bili rasno čisti in zdravi, anonimna rojstva in posvojitve rasno čistih otrok s strani rasno čistih družin, velikokrat družin častnikov SS. Ženske, ki so rodile največ otrok, so dobile križ časti nemške matere (Mutterkreuz).

## Začetki
Lebensborn 'vodnjak življenja' je bil ustanovljen 12. decembra 1935, da bi ustavil padanje natalitete v Nemčiji. Sedež ustanove se je nahajal v Münchenu. Organizacija je sedež delno uporabljala kot pisarno SS delno pa kot pisarno za urejanje programov, ki so izboljševali družinske razmere, delno pa kot družabni prostor nacističnih poveljnikov. Leta 1939 je organizacija štela okrog 8000 članov, od tega jih je bilo 3500 poveljnikov. Urad Lebensborn je bil del SS Pisarne za raso in naseljevanje do leta 1938, ko je bila podrejena Heinrichu Himmlerju. Vodje programa so bili Hans Pflaum, nato  Max Sollmann in Gregor Ebner.

## Izvedba
Sprva je bil program socialna ustanova za žene častnikov. Organizacija je nudila materinske domove, kjer so ženske rodile ali pa so jim nudili pomoč pri urejanju družinskih zadev. Program je sprejemal tudi neporočene ženske, ki so bile ali noseče ali pa so že rodile in so bile potrebne pomoči, če sta bila mati in oče otroka klasificirana kot rasno dragocena. Okoli 60 % mater je bilo neporočenih. Program jim je dovoljeval, da so rodile otroka na skrivaj in jim s tem prihranil družbeno sramoto. V primeru, da so hotele oddati otroke, je program nudil tudi sirotišnice in posvojitvene službe. Kadar so imeli opravka z ljudmi, ki niso bili v SS, so bili otroci in starši pregledani preden so jih sprejeli v zavod.
Prvi Lebensborn zavod je bil odprt leta 1936 v vasici Steinhöring blizu Münchena. Prvi zavod izven Nemčije so odprli leta 1941 na Norveškem. Veliko zavodov so vzpostavili v hišah in domovih za starejše, ki so jih zaplenili Judom. Zavodi so bili  v veliko okupiranih državah, večina aktivnosti se je dogajala v Nemčiji, na Norveškem in na ozemlju okupirane severovzhodne Evrope, večinoma Poljske. Glavni namen v okupirani Norveški je bil pomoč ženskam, ki so jim otroke zaplodili nemški vojaki.
Lebensborn je imel v načrtu naslednje število zavodov v posameznih državah:
- Nemčija: 10
- Avstrija: 3
- Poljska: 6 (8 če štejemo Stettin in Bad Polzin)
- Norveška: 9
- Danska: 2
- Francija: 1
- Belgija: 1
- Nizozemska: 1
- Luksemburg: 1

Okoli 8000 otrok je bilo rojenih v zavodih Lebensborna v Nemčiji in med 8000 in 12.000 na Norveškem. Drugje je skupna številka veliko nižja. Na Norveškem je organizacija opravila približno 250 posvojitev. V večini primerov so se matere strinjale s posvojitvijo, niso pa bile vse obveščene, da bodo njihove otroke oddali v posvojitev v Nemčijo. Norveška vlada je po vojni uspela vrniti vse razen 80 otrok.

## Germanizacija
Kot del programa Lebensborn so v času druge svetovne vojne nacisti ugrabljali otroke iz okupiranih držav, največ iz Jugoslavije, Poljske, Rusije, Ukrajine, Češkoslovaške, Romunije, Estonije, Latvije in Norveške. Otroke, ki so jih ugrabili, so razvrstili v tri skupine:
- zaželene, da se jih vkluči med Nemce
- sprejemljive za nemško prebivalstvo in
- nezaželene

Otroci, ki so pristali v skupini nezaželenih, so bili poslani v koncentracijska taborišča, kjer so bili prisiljeni delati ali pa so jih ubili. Otroci iz drugih dveh skupin, stari med 2 in 6 let, so bili nameščeni v nemške družine, ki so sodelovale v programu, tiste  med 6 in 12 let, pa so namestili v nemške šole z internati. Šole so jim določile nova nemška imena in jih učila nacističnih vrednot. Prepovedali so jim omenjati starše, tisti ki so se upirali, so bili tepeni; če so se upirali dlje časa, je lahko sledila smrt.
Proti koncu vojne je bila uničena vsa dokumentacija. Kot rezultat je bilo nemogoče pridobiti podatke o ugrabljenih otrocih. Nihče ne ve, natančno koliko otrok je bilo ugrabljenih, poljska vlada trdi, da so iz Poljske ugrabili 10000 otrok, vrnilo pa se jih je manj kot 15 %.

## Povojno sojenje
Po vojni je bil Lebensborn obtožen ugrabljanja rasno ustreznih otrok. Sodišče je odločilo, da so bili člani Lebensborna krivi le za 340 od 10000 otrok, ki so bili rojeni izven Nemčije in najdeni na nemškem ozemlju. Sodišče je našlo dovolj dokazov o obstoju in delovanju programa, vendar so ugrabitve opravili posamezniki, ki niso bili del programa. Obtoženi so bili oproščeni obtožb o ugrabitvi.

## Lebensborn v Sloveniji
V Sloveniji je organizacija Lebensborn delovala na Štajerskem in Gorenjskem. Izseljevali so slovenske družine, ki so bile povezane s partizani in z ubitimi talci. Otroke so od mater ločevali le v prvih dveh akcijah, ki sta potekali med 3. in 6. in 14. in 15. avgustom 1942. Otroke, ki so jih ločili od družin, so najprej odpeljali v otroško taborišče Frohnleiten. Zanje sta konkurirali dve organizaciji, Lebensborn in VOMI. Ker jim je pri Lebensborn primanjkovalo prostora, so se odločili, da vzamejo le otroke, maljše od 3 let. Dojenčke so najprej preselili v Mainburg, nato pa v druge zavode po državi.  Ostale so med 18. in 19. septembrom razdelili v taborišča po Nemčiji. Dodeljevali so jim dnevna opravila v tovarnah in na kmetijah in jih učili nemščine in narodne zavesti. Na Slovenskem je bilo tako odtujenih 650 otrok, preživeli so organizirani v Društvu taboriščnikov – ukradenih otrok s sedežem v Celju. Najbolj odmeven je bil primer Ivana Pirečnika, ukradenega dečka iz Šoštanja. Njegova mati je po vojni s sodnimi sredstvi dosegla, da ji je bil vrnjen. Po njegovi zgodbi je bil leta 1954 posnet britanski film Razdvojeno srce.